# Dicraspidia
Dicraspidia é um género botânico pertencente à família Muntingiaceae.

## Espécies
- Dicraspidia donnell-smithii Standl.